# Yoshirō Nakamura
Yoshirō Nakamura (中村 祥朗 Nakamura Yoshirō?, nacido el 17 de octubre de 1979 en Tokio) es un exfutbolista japonés. Jugaba de defensa y su último club fue el Nara Club de Japón.

## Trayectoria

### Clubes
| Club                | País  | Año         |
| ------------------- | ----- | ----------- |
| Kashima Antlers     | Japón | 1998 - 2001 |
| Oita Trinita        | Japón | 2001        |
| Sanfrecce Hiroshima | Japón | 2002        |
| Sagan Tosu          | Japón | 2003 - 2004 |
| Ain Food            | Japón | 2005 - 2007 |
| Nara Club           | Japón | 2008 - 2010 |

## Palmarés

### Títulos nacionales
| Título             | Club            | País  | Año  |
| ------------------ | --------------- | ----- | ---- |
| J1 League          | Kashima Antlers | Japón | 1998 |
| Copa J. League     | Kashima Antlers | Japón | 2000 |
| J1 League          | Kashima Antlers | Japón | 2000 |
| Copa del Emperador | Kashima Antlers | Japón | 2000 |